# Leptotarsus (Habromastix) terraereginae
Leptotarsus (Habromastix) terraereginae is een tweevleugelige uit de familie langpootmuggen (Tipulidae). De soort komt voor in het Australaziatisch gebied.